# Victor Attah
Obong Victor Bassey Attah, född 20 november 1938, var guvernör i Akwa Ibom, Nigeria mellan 29 maj 1999 och 29 maj 2007.
Attah växte upp i en privilegierad familj. Hans far studerade i USA, och var den andra nigerianen någonsin att ta en universitetsexamen i jordbruk. Hans mor var lärare och sociopolitiskt aktiv..
Attah är utbildad till arkitekt. Han studerade vid Nigerian College of Arts, Science and Technology i Zaria från 1957 to 1960 och fick regeringsstipendium för att studera vid Leeds School of Architecture mellan 1962 och 1964. Innan han blev guvernör var han ordförande för Nigeria Institute of Architects. Han är gift och har två barn. Attah gav sig in i politiken då han ansåg att landets regering inte kunde leda ett lovande land till välstånd. Detta var under tiden Nigeria styrdes av en militärjunta.
För att diversifiera ekonomin bort från främst olja och undvika matbrist har han satsat mycket på jordbruket som guvernör. Bland har det skett en omfattande satsning på maniok. Delstaten har haft en betydande ekonomisk tillväxt under hans tid som guvernör. Han fick omfattande lokalt stöd för att ha stått upp mot det dominerande oljebolaget, Mobil Oil. Han har skapat ett delstatsägt oljebolag, Universal Energy Resource Limited. Samtidigt har han privatiserat flera delstatliga företag..
Han kandiderade i Nigerias presidentval 2007 för People's Democratic Party (PDP), men drog tillbaka sin kandidatur då det stod klart att han hade små utsikter till framgång.

### Fotnoter
1. ↑  Allafrica.com: Obong Victor Attah
2. ↑  ”Victor Bassey Attah: A Profile”. Arkiverad från originalet den 28 juli 2005. https://web.archive.org/web/20050728101414/http://www.akwaibomstategov.com/gov_attah.html. Läst 6 september 2005.
3. 1 2  ”Ahmed Sani: "I am running for president"”. New African (456). 2006.